# Вязмитинов, Василий Ефимович
Василий Ефимович Вязмитинов (Вязьмитинов) (1874—1929) — русский военачальник, генерал-лейтенант.

## Биография
Родился 22 февраля 1874 года в мещанской семье.
Получил домашнее образование. Затем выдержал офицерский экзамен в Одесском пехотном юнкерском училище (1896). Также окончил Николаевскую академию Генерального штаба (1904; по 1-му разряду).
В военную службу вступил 3 ноября 1892 года, выпустившись из юнкерского училища подпоручиком (ст. 01.01.1896) в 21-й пехотный Муромский полк. Поручик (ст. 01.09.1898). Штабс-капитан (ст. 01.09.1902).
После окончания академии участвовал в русско-японской войне 1904—1905 годов. Капитан (ст. 31.05.1904).

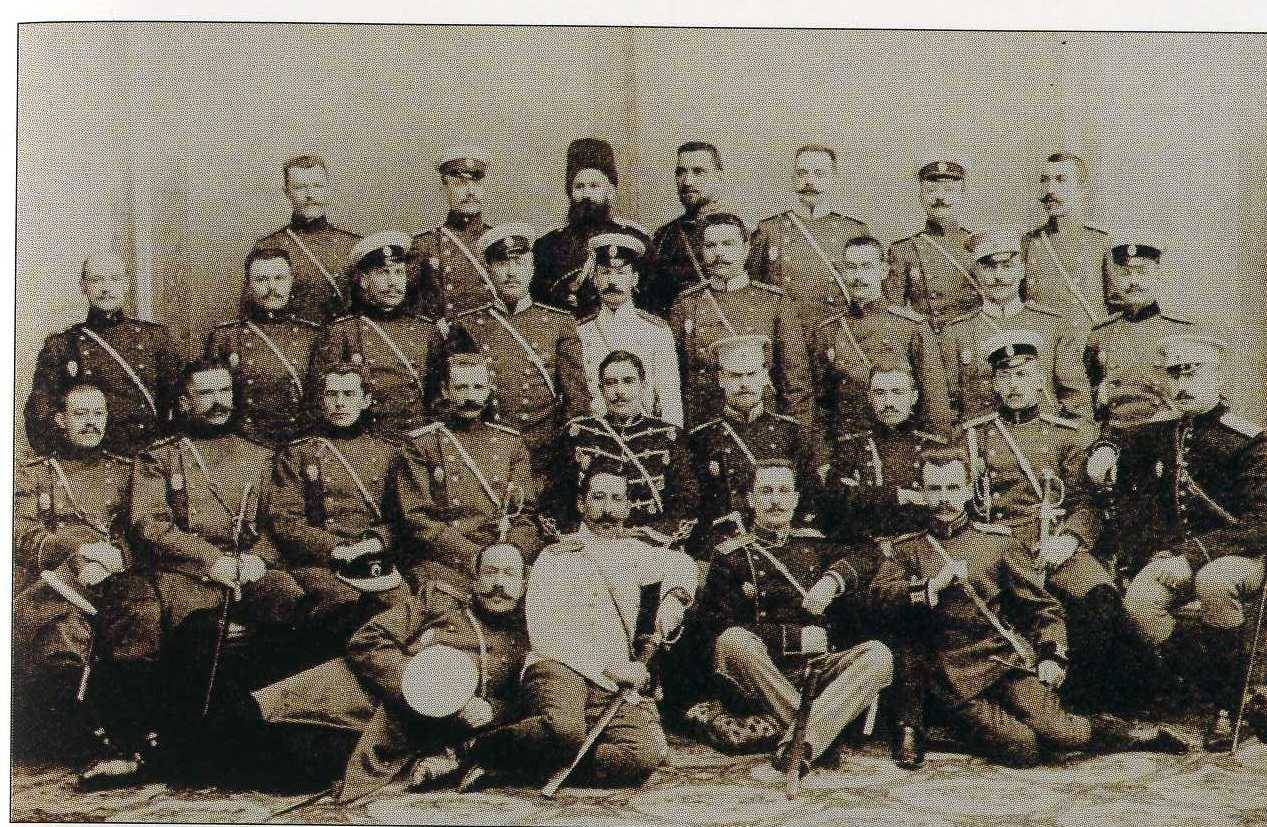
Офицеры Академии Генштаба в распоряжении наместника на Дальнем Востоке, 1904 год. Первый слева в верхнем ряду капитан В. Е. Вязмитинов

С 16.07.1905 по 24.11.1910 — помощник старшего адъютанта штаба Одесского военного округа. Цензовое командование ротой отбывал в 14-м стрелковом полку (10.11.1908-07.11.1909). Подполковник (ст. 29.03.1909).
С 24.11.1910 по 14.10.1911 — старший адъютант штаба Заамурского округа отдельного корпуса пограничной стражи. С 14 октября 1911 года был прикомандирован к Чугуевскому военному училищу для преподавания военных наук. Полковник (ст. 25.03.1912).
С декабря 1915 года — на фронте Первой мировой войны, командир 15-го Сибирского стрелкового полка (с 09.12.1915) На 3 января 1917 года находился в той же должности. Начальник штаба 20-й Сибирской стрелковой дивизии с января 1917 года, а с марта — начальник оперативного отделения в управлении генерал-квартирмейстера штаба 12-й армии (в ПАФ 02.04.1917 значится в должности начальника штаба Сибирской стрелковой дивизии).
Генерал-майор (пр. 02.04.1917; ст. 02.04.1917; за отличие). 8 мая 1917 года был назначен генералом Радко-Дмитриевым (командующий 12-й армией) — командиром 136-й пехотной дивизией. В боях во время прорыва немцев под Ригой 18—19 августа 1917 года его дивизия сумела остановить немцев до выхода на рижское шоссе. В результате были спасены от окружения 2-й и 6-й Сибирские корпуса и штаб 12-й армии. За эти бои Вязмитинов был награждён орденом Св. Георгия и произведен в генерал-лейтенанты с назначением командиром 6-го Сибирского армейского корпуса (ПАФ 10.09.1917).
После Октябрьской революции служил в Добровольческой армии (с 1918 года). Начальник отдела Генерального штаба армии, а затем — с начала 1919 года — помощник начальника Военного управления в штабе ВСЮР. В марте 1920 года Вязмитинов заменил генерала Кельчевского на посту военного и морского министра правительства Юга России. В Русской армии генерала Врангеля он был начальником Военного управления в правительстве Юга России.
После эвакуации Русской армии из Крыма и роспуска правительства Юга России, в 1921 году, был назначен в Болгарии военным представителем Главнокомандующего.
18 мая 1922 года по решению правительства Болгарии выслан из страны
В 1923 году переехал в Белград и занял должность правителя дел учебного отдела Державной комиссии по делам русских беженцев в Королевстве СХС. В это же время был сотрудником редакции «Военного сборника», выходившего в Белграде под редакцией полковников Генерального штаба — В. М. Пронина и И. Ф. Патронова.
В 1926 году Вязмитинов был участником Российского Зарубежного съезда в Париже.
Умер 29 января 1929 года в Белграде. Похоронен на Новом кладбище.

## Награды
- Награждён орденом Св. Георгия 4-й степени (1917 год).
- Также награждён орденами Св. Станислава 3-й степени с мечами и бантом (1904); Св. Владимира 4-й степени (1906); Св. Станислава 2-й степени (1911).